# Маякинське сільське поселення
Мая́кинське сільське поселення (рос. Маякинское сельское поселение) — сільське поселення у складі Каримського району Забайкальського краю Росії.
Адміністративний центр — село Маяки.

## Населення
Населення сільського поселення становить 669 осіб (2019; 715 у 2010, 841 у 2002).

## Склад
До складу сільського поселення входять:
| Населений пункт  | Населення, осіб (2002) | Населення, осіб (2010) |
| ---------------- | ---------------------- | ---------------------- |
| Зубковщина, село | 119                    | 78                     |
| Маяки, село      | 330                    | 285                    |
| Олентуй, селище  | 392                    | 352                    |